# 突破口/自慢になりたい
「突破口/自慢になりたい」（とっぱこう/じまんになりたい）は、日本のバンド・SUPER BEAVERの通算13枚目のシングル。2020年10月21日にSony Recordsから発売された。

## 概要
前作「ハイライト/ひとりで生きていたならば」から約4ヶ月ぶりのシングル。
表題曲「突破口」は、テレビアニメ「ハイキュー!! TO THE TOP」オープニングテーマとなっており、アニメ主題歌を担当するのは「らしさ」以来6年ぶり。
今作は初回生産限定盤、期間生産限定盤、通常盤の三形態で販売され、初回生産限定盤はライブ音源6曲を収録した特典CDが同封され、期間生産限定盤にはTVアニメ『ハイキュー!! TO THE TOP』第2クール ノンクレジットオープニング映像が収録されたDVDが付属する。

## 収録曲
1. 突破口 [4:15]
作詞・作曲：柳沢亮太 / 編曲：SUPER BEAVER
  - テレビアニメ『ハイキュー!! TO THE TOP』オープニングテーマ
2. 自慢になりたい [4:17]
作詞・作曲：柳沢亮太 / 編曲：SUPER BEAVER

### 初回生産限定盤付属CD
1. 証明
2017年4月30日
日比谷野外大音楽堂 単独公演
2. うるさい
2018年04月30日
日本武道館 単独公演
3. 人として
2018年4月30日
日本武道館 単独公演
4. 閃光
2019年12月30日
COUNTDOWN JAPAN 19/20 EARTH STAGE
5. 27
2020年1月12日
国立代々木競技場 第一体育館 単独公演
6. 美しい日
2020年1月12日
国立代々木競技場 第一体育館 単独公演

### 期間生産限定盤付属DVD
1. TVアニメ『ハイキュー!! TO THE TOP』 第2クール ノンクレジットオープニング映像